# Doppelmord von Babenhausen
Der Doppelmord von Babenhausen war die Ermordung eines Ehepaars am 17. April 2009 im hessischen Babenhausen. Für die Tat wurde der Nachbar Andreas Darsow (* 8. September 1969) am 19. Juli 2011 vom Landgericht Darmstadt wegen Mordes zu einer lebenslangen Freiheitsstrafe verurteilt. Das Urteil wurde rechtskräftig, der Antrag auf ein Wiederaufnahmeverfahren endete im Jahr 2020 erfolglos. Darsow bestreitet die Tat bis heute. Zu seiner Unterstützung hat sich bereits 2011 ein Unterstützerkreis namens Monte Christo gegründet.

## Tathergang und Verurteilung
Am 17. April 2009 wurde in Babenhausen das Ehepaar Klaus und Petra T. in seiner Wohnung erschossen. Auch auf die geistig behinderte Tochter Astrid T. (37) feuerte der Täter zweimal, sie überlebte jedoch schwer verletzt. Etwa ein Jahr später nahm die Polizei Andreas Darsow fest. Seine Familie und die Tatopfer hatten in direkt nebeneinander liegenden Reihenhäusern gewohnt.
Wichtig waren für die Ermittler angeschmauchte Bauschaumteilchen, die sie am Tatort und an den Leichen fanden. Daraus leiteten sie ab, dass der Täter einen selbst gebastelten Schalldämpfer verwendet hatte, nämlich eine mit Bauschaum gefüllte Plastikflasche. Auf einer Schweizer Internetseite war damals eine Anleitung zum Bau eines solchen Dämpfers abrufbar. Wenige Wochen vor der Tat soll Andreas Darsow sie von einem Computer an seinem Arbeitsplatz aus aufgerufen und ausgedruckt haben; einige Zeit danach wurde Darsow von einem Kollegen dabei beobachtet, wie er an diesem Firmenrechner Montagetätigkeiten durchführte. Dem Kollegen kam dies merkwürdig vor, da Andreas Darsow immer betont hatte, er habe keinerlei handwerkliches Geschick. Kurze Zeit später wies der fragliche Computer einen Defekt auf und wurde anschließend entsorgt, weshalb er nicht mehr forensisch untersucht werden konnte. Außerdem entdeckten die Ermittler bei einer Hausdurchsuchung an einer alten Bundeswehr-Hose Darsows Schmauchpartikel, deren wenig gebräuchliche Elementkombination laut Urteil mit den Spuren am Tatort übereinstimmte. Auch an einem Pulsmesser und einem Gartenhandschuh fanden sich einige Partikel.
Die Opfer lebten laut Urteilsbegründung sehr zurückgezogen. Mutter Petra T. (58) verließ in den Jahren vor ihrem Tod kaum das Haus und soll an Depressionen gelitten haben. Ihr Mann Klaus T. (62) wird in dem Urteil des Landgerichts Darmstadt als kauzig und eigenbrötlerisch beschrieben. Er betrieb im Souterrain seines Reihenhauses ein Immobilienbüro, dessen Geschäfte offenbar schlecht liefen. Zudem soll Klaus T. viel Alkohol getrunken haben. Die Tochter Astrid arbeitete in einer Behindertenwerkstatt. Sie war die einzige der drei, mit der die Leute in der Straße gelegentlich ein paar freundliche Worte wechselten.
Wegen finanzieller und persönlicher Probleme kam es laut Gericht immer öfter, auch nachts, zu Geschrei, Türenknallen und Gepolter. Außerdem gaben Mutter und Tochter laut Gericht „undefinierbare, fast tierische Laute von sich“. Die Lebensqualität der Darsows, die Wand an Wand wohnten, sei dadurch beeinträchtigt gewesen, meinten die Richter. Andreas Darsow habe die Lärmverursacher getötet, als seine Frau mit den Kindern bei einem mehrtägigen Verwandtenbesuch war. Er soll die Familie wegen andauernder Lärmbelästigungen „ausgelöscht“ haben.
Das Landgericht hat in seinem Urteil die besondere Schwere der Schuld festgestellt. Die Revision zum Bundesgerichtshof wie auch eine Petition an den Hessischen Landtag scheiterten.
Als gewichtige belastende Indizien wertete das Gericht neben den oben genannten Punkten folgende weitere Sachverhalte: Erstens: Keller und Garage der Darsows wurden nach Spuren auf Bauschaum u. a. untersucht, dabei stellte sich heraus, dass beide Räume akribisch bis ins Detail gereinigt worden waren, was die Darsows auch einräumten. Zweitens: Das Ehepaar hatte in der Zeit vor der Tat wiederholt andere Häuser besichtigt und dabei mehrfach angemerkt, dass sie wegen der Lärmbelästigung durch die Nachbarn umziehen wollten; im Prozess bestritten beide dies und behaupteten, sie hätten sich Grundrisse angesehen, um Inspirationen für ein Eigenheim zu sammeln – obwohl ihre finanzielle Situation dies zu keinem Zeitpunkt zugelassen hatte. Nur Wochen vor der Tat hatte der Angeklagte Interesse an Mietwohnungen gezeigt. Die Bemühungen, sich örtlich zu verändern, endeten jedoch wenige Wochen nach der Tat, was das Gericht in der Urteilsbegründung als Bestätigung des Tatmotivs ansah. Drittens: Mehrere Nachbarn bestätigten vor Gericht die Klagen der Darsows über die Lärmbelästigung. Auch dies wurde von beiden bestritten, obwohl sie gegenüber anderen wiederholt die Notwendigkeit von Ohrstöpseln zum Schlafen für Andreas Darsow erwähnt hatten. Im Prozess gab dieser an, er brauche die Ohrenstöpsel aufgrund seiner Zeit bei der Bundeswehr, als er als Funkoffizier in der Nähe eines Stromaggregats schlafen musste. Außerdem wertete das Gericht Darsows Nachtatverhalten als belastend, da er sich, nachdem er zu diesem Zeitpunkt bisher lediglich als Zeuge vernommen worden war, am 4. und 5. Mai 2009 bei seiner Rechtsschutzversicherung nach einem Strafverteidiger erkundigte und ab dieser Zeit nach Themenbereichen der DNA-Analyse, Spurenlehre, Beweissicherung und Vernehmung googelte.

## Kritik am Urteil und Zweifel an der Schuld
Am Vorgehen der Ermittlungsbehörden und an der Beweiswürdigung durch das urteilende Gericht wurde von verschiedenen Seiten Kritik geübt. Die Unterstützergruppe Monte Christo wirft der Sonderkommission der Polizei einseitige Ermittlungen vor. Es hätten sich am Tatort keine DNA-Spuren von Darsow gefunden, niemand habe die Tat beobachtet und die Mordwaffe wurde nie gefunden. Das Urteil sei Resultat eines Indizienprozesses. Den andauernden Nachbarschaftsstreit, auf den das Gericht sein Urteil stützte, habe es laut Aussagen anderer Nachbarn nicht gegeben, am Arbeitsplatz erzählte Andreas Darsow allerdings mehrmals Kollegen über Ruhestörungen durch Familie T. Ein Spürhund der Polizei hat auf Geruchsproben von Andreas Darsow nicht reagiert. Die überlebende Tochter Astrid sprach – anders als bei weiteren Aussagen – im Krankenhaus nicht von einem Täter, sondern von „den Tätern“ und reagierte nicht auf das ihr vorgelegte Foto von Andreas Darsow.
Nach Ansicht von Urteilskritikern sei nicht erwiesen, dass bei der Tat ein aus einer Plastikflasche gebastelter Schalldämpfer verwendet wurde. Es könne durchaus ein anderer mit Bauschaum gefüllter Dämpfer benutzt worden sein, so dass die betreffende Bauanleitung keinen Bezug zur Tat habe. Die am Tatort gefundenen Schmauchspuren seien so winzig, dass sie nicht ins Gewicht fielen. Möglicherweise hätten sie keinen Tatbezug und hafteten bereits seit der Bundeswehrzeit jahrelang an der Hose. Zudem seien Polizeibeamte, die zuvor Schusstests durchgeführt hatten, in der Wohnung der Darsows gewesen und hätten dabei möglicherweise die Schmauchspuren eingebracht. Somit gebe es keine Beweise für die Schuld des Verurteilten. Darüber hinaus sagten mehrere Zeugen aus, dass sich das spätere Opfer Klaus T. von jemandem massiv bedroht gefühlt habe. Einem Zeugen waren von Klaus T. Monate vor dem Mordfall 10.000 Euro dafür angeboten worden, dass er dem späteren Opfer Schutz biete. T. wollte zudem von einem anderen Zeugen eine Waffe kaufen, weil er sich bedroht fühlte. Auch ein junges Paar, das bei Klaus T. nach einer Immobilie suchte, gab an, im Jahr 2006 oder 2007 von T. während einer Hausbesichtigung unvermittelt gefragt worden zu sein, ob sie wissen, wo man im Umkreis eine Waffe beschaffen könne. Den Betreuer seiner Makler-Website soll Klaus T. ebenfalls nach einer Waffe gefragt haben. Polizeiliche Ermittlungen zu dieser Person ergaben jedoch keine weiterführenden Hinweise. In Teilen wurden diese Äußerungen als Wichtigtuereien des späteren Opfers abgetan.
Die Ehefrau des Verurteilten legte ein von ihr in Auftrag gegebenes Privatgutachten vor, wonach es „sehr unwahrscheinlich“ sei, dass die dem Urteil zu Grunde gelegte Schalldämpferkonstruktion im konkreten Fall Anwendung fand. Dafür wird insbesondere die Störanfälligkeit (Bauschaum zieht in den Lauf der Waffe) und die technische Eigenart der Waffe (Überschall) angeführt.
Der Verlag der Zeitschrift Tatzeit (ChessMo GmbH, Seevetal) hat eine Belohnung in Höhe von 10.000 Euro für den ersten Hinweis ausgeschrieben, der zur Freilassung von Andreas Darsow oder „zu dem oder den wahren Tätern führt“.
Einen Monat nach der ablehnenden Entscheidung des Oberlandesgerichts im Wiederaufnahmeverfahren schrieb der nachmalige Bürgermeister von Pfungstadt und damaliges Mitglied der Sonderkommission Patrick Koch einen Brief an den Anwalt der Darsows, in dem er den Polizeipräsidenten Gosbert Dölger beschuldigte, sich vorschnell auf Andreas Darsow als Täter festgelegt zu haben, um der Öffentlichkeit möglichst schnell einen aufgeklärten Mord präsentieren zu können. Diese E-Mail führte zu einer Anklage gegen Koch vor dem Amtsgericht Dieburg wegen Verletzung des Dienstgeheimnisses und einer besonderen Geheimhaltungspflicht. Koch wurde freigesprochen.
Die prominente forensische Psychiaterin Nahlah Saimeh stellte im Jahr 2021 durch ein Gutachten fest, dass Darsow „nicht der Typ“ sei, kaltblütig einen Doppelmord zu begehen.

## Wiederaufnahmeverfahren
Die anwaltliche Vertretung für einen Wiederaufnahmeantrag übernahm der Hamburger Strafverteidiger Gerhard Strate. Er hält eine Täterschaft Darsows zwar für möglich, dessen Verurteilung aufgrund der Beweislage aber für unzulässig. Im Mai 2018 reichte Strate beim Landgericht Kassel einen Wiederaufnahmeantrag ein. Neue Privatgutachten bezeichneten es als unwahrscheinlich, dass am Tatort ein aus einer PET-Flasche selbst gebauter Schalldämpfer zum Einsatz gekommen sei und ein solcher auch völlig ungeeignet gewesen wäre. Mit Beschluss vom 19. August 2019 lehnte das Landgericht Kassel das Wiederaufnahmegesuch ab. Strate legte hiergegen sofortige Beschwerde beim Oberlandesgericht Frankfurt ein, die jedoch ebenfalls mit Beschluss vom 25. Mai 2020 verworfen wurde. Eine Verfassungsbeschwerde hat das Bundesverfassungsgericht im Oktober 2020 mit einem einstimmigen und unanfechtbaren Beschluss (vergl. A limine) nicht zur Entscheidung angenommen.
Das Land Hessen verfolgt zwischenzeitlich einen Schadensersatzanspruch gegen Andreas Darsow in Höhe von rund 70.000 Euro für die Behandlungskosten der schwerverletzten Tochter. Darsow hegte die Hoffnung, über das Zivilverfahren eine Wiederaufnahme des Strafprozesses zu erreichen. In dem am 9. März 2022 vor der Zivilkammer des Landgerichts Darmstadt verhandelten Fall gab das Gericht der Klage vollumfänglich statt und lehnte eine neue Beweisaufnahme ab. Darsow selbst war bei dem Prozess nicht anwesend. Gegen das Urteil legte Darsow Berufung beim Oberlandesgericht Frankfurt ein. Die ursprünglich für den 18. Januar 2023 terminierte Berufungsverhandlung musste wegen des plötzlichen Todes des Sitzungsvertreters des Landes Hessen abgesagt werden. Das OLG Frankfurt hat am 6. Dezember 2023 in zweiter Instanz entschieden und hält Darsow für den Täter und daher wurden dem Land Hessen rund 70.000 Euro an Entschädigung (Waisenrente, Arztkosten der überlebenden Tochter) zugesprochen. Es wurde beim BGH Nichtzulassungsbeschwerde erhoben.

## Dokumentationen
- Linn Schütze, Leonie Bartsch: Unschuldig im Gefängnis? Der Fall Andreas Darsow. ProSieben, 11. Oktober 2022.[29]

- Im Verhör: Der Mordfall Andreas Darsow (1) | SPIEGEL TV auf YouTube, 9. Dezember 2022, abgerufen am 10. Dezember 2022.

- Im Verhör: Der Mordfall Andreas Darsow (2) | SPIEGEL TV auf YouTube, 18. Dezember 2022, abgerufen am 18. Dezember 2022.